# Cabrerizos
Cabrerizos is een gemeente in de Spaanse provincie Salamanca in de regio Castilië en León met een oppervlakte van 11,54 km². Cabrerizos telt 4.205 inwoners (1 januari 2016).